# Gamasiphis euincisus
Gamasiphis euincisus är en spindeldjursart som beskrevs av Wolfgang Karg 1996. Gamasiphis euincisus ingår i släktet Gamasiphis och familjen Ologamasidae. Inga underarter finns listade i Catalogue of Life.